# Denka Athletics Challenge Cup 2020
Der Denka Athletics Challenge Cup 2020 war eine Leichtathletik-Veranstaltung, die am 3. November 2020 im Denka Big Swan Stadium in Niigata stattfand. Die Veranstaltung war Teil der World Athletics Continental Tour und zählt zu den Bronze-Meetings, der dritthöchsten Kategorie dieser Leichtathletik-Serie.

## Resultate

### Männer

#### 100 m
| Platz | Athlet           | Land | Zeit (s) |
| ----- | ---------------- | ---- | -------- |
| 1     | Daiki Fujiwara   | JPN  | 10,65    |
| 2     | Norihito Negishi | JPN  | 10,71    |
| 3     | Daiki Fujimura   | JPN  | 10,72    |
| 4     | Ryōsuke Mitobe   | JPN  | 10,75    |
| 5     | Ren Kamiyama     | JPN  | 10,90    |
| 6     | Yu Yamagishi     | JPN  | 10,95    |
| 7     | Misaki Tachioka  | JPN  | 10,96    |
| 8     | Satoki Inomata   | JPN  | 11,10    |

Wind: −0,2 m/s

#### 400 m
| Platz | Athlet           | Land | Zeit (s) |
| ----- | ---------------- | ---- | -------- |
| 1     | Mizuki Obuchi    | JPN  | 45,78    |
| 2     | Kentarō Satō     | JPN  | 46,35    |
| 3     | Nobuya Kato      | JPN  | 46,70    |
| 4     | Naoki Kobayashi  | JPN  | 46,98    |
| 5     | Shota Abe        | JPN  | 48,96    |
| 6     | Takeki Oyachi    | JPN  | 49,01    |
| 7     | Ryuma Suzuki     | JPN  | 49,44    |
| 8     | Masayoshi Nouchi | JPN  | 49,99    |

#### 800 m
| Platz | Athlet          | Land | Zeit (min) |
| ----- | --------------- | ---- | ---------- |
| 1     | Kenta Umetani   | JPN  | 1:49,35    |
| 2     | Daisuke Sakurai | JPN  | 1:50,07    |
| 3     | Minoru Oshima   | JPN  | 1:51,34    |
| 4     | Manabu Oki      | JPN  | 1:52,34    |
| 5     | Hiroki Yatsuya  | JPN  | 1:52,72    |
| 6     | Yuta Asumi      | JPN  | 1:53,34    |
| 7     | Takeyuki Tosaka | JPN  | 1:55,35    |
| 8     | Kaito Hamamatsu | JPN  | 1:57,15    |

#### 5000 m
| Platz | Athlet             | Land | Zeit (min) |
| ----- | ------------------ | ---- | ---------- |
| 1     | Hiroki Suzuki      | JPN  | 14:02,91   |
| 2     | Yuya Araki         | JPN  | 14:05,11   |
| 3     | Daisuke Hosomori   | JPN  | 14:05,80   |
| 4     | Daisuke Momozawa   | JPN  | 14:06,05   |
| 5     | Yuki Ono           | JPN  | 14:12,70   |
| 6     | Yuta Oikawa        | JPN  | 14:13,77   |
| 7     | Yuya Asaka         | JPN  | 14:16,25   |
| 8     | Ryutaro Ichitani   | JPN  | 14:38,25   |
| 9     | Ryutaro Tsuda      | JPN  | 14:40,69   |
| 10    | Masahiro Uchida    | JPN  | 14:51,53   |
| 11    | Daichi Kimura      | JPN  | 14:52,95   |
| 12    | Haruto Yamaguchi   | JPN  | 14:58,39   |
| 13    | Yoshihito Fujihira | JPN  | 14:59,34   |
| 14    | Yutaka Honma       | JPN  | 15:03,88   |
| 15    | Hisaki Yajima      | JPN  | 15:15,74   |
| 16    | Ryotaro Watabe     | JPN  | 15:20,89   |
|       | Vincent Kipkemoi   | KEN  | DNF        |

#### 110 m Hürden
| Platz | Athlet                | Land | Zeit (s) |
| ----- | --------------------- | ---- | -------- |
| 1     | Higashi Ishida-Thomas | JPN  | 13,68    |
| 2     | Mizuki Kondo          | JPN  | 13,85    |
| 3     | Akihiro Ogata         | JPN  | 14,04    |
| 4     | Ken Toyoda            | JPN  | 14,09    |
| 5     | Kōhei Shimizu         | JPN  | 14,21    |
| 6     | Hideaki Kato          | JPN  | 14,33    |
| 7     | Arata Kotani          | JPN  | 14,33    |

Wind: +0,4 m/s

#### 400 m Hürden
| Platz | Athlet             | Land | Zeit (s) |
| ----- | ------------------ | ---- | -------- |
| 1     | Takayuki Kishimoto | JPN  | 50,25    |
| 2     | Kakeru Inoue       | JPN  | 50,35    |
| 3     | Mitsuru Sugai      | JPN  | 50,40    |
| 4     | Keisuke Nozawa     | JPN  | 50,55    |
| 5     | Shotaro Tanabe     | JPN  | 50,98    |
| 6     | Hidehiko Tokimoto  | JPN  | 51,00    |
| 7     | Yusuke Ishida      | JPN  | 51,10    |
| 8     | Takafumi Iwasaki   | JPN  | 51,46    |

#### Hochsprung
| Platz        | Athlet          | Land | Höhe (m) |
| ------------ | --------------- | ---- | -------- |
| 1            | Naoto Hasegawa  | JPN  | 2,20     |
| 2            | Haruki Horii    | JPN  | 2,10     |
| 3            | Hiroki Kaneko   | JPN  | 2,05     |
| 3            | Ryuuga Hasegawa | JPN  | 2,05     |
| 5            | Yuki Yoshinaga  | JPN  | 2,05     |
| 6            | Sou Shibuya     | JPN  | 2,05     |
| 7            | Akihiko Sato    | JPN  | 2,00     |
| 8            | Shota Takeda    | JPN  | 2,00     |
| 9            | Riku Matsushita | JPN  | 1,95     |
| 10           | Aoi Sakai       | JPN  | 1,95     |
| 11           | Kazuma Sugita   | JPN  | 1,90     |
| 12           | Syosei Aizawa   | JPN  | 1,90     |
| 13           | Yoshito Shirai  | JPN  | 1,85     |
| Taisei Hoshi | JPN             | 1,85 |          |

#### Kugelstoßen
| Platz | Athlet            | Land | Weite (m) |
| ----- | ----------------- | ---- | --------- |
| 1     | Tomoki Yonekura   | JPN  | 16,29     |
| 2     | Takuto Oura       | JPN  | 15,65     |
| 3     | Yasuhiro Kurimoto | JPN  | 14,14     |
| 4     | Takafumi Aimura   | JPN  | 13,44     |
| 5     | Chihiro Nagai     | JPN  | 13,05     |

### Frauen

#### 100 m
| Platz | Athlet           | Land | Zeit (s) |
| ----- | ---------------- | ---- | -------- |
| 1     | Haruna Kuboyama  | JPN  | 11,80    |
| 2     | Maya Takeuchi    | JPN  | 11,93    |
| 3     | Sayako Matsumoto | JPN  | 12,10    |
| 4     | Sayaka Aanasawa  | JPN  | 12,10    |
| 5     | Yukina Shimada   | JPN  | 12,21    |
| 6     | Saya Fujiwara    | JPN  | 12,22    |
| 7     | Shuri Aono       | JPN  | 12,23    |
| 8     | Yuri Toyama      | JPN  | 12,25    |

Wind: −1,2 m/s

#### 200 m
| Platz | Athlet          | Land | Zeit (s) |
| ----- | --------------- | ---- | -------- |
| 1     | Haruna Kuboyama | JPN  | 24,71    |
| 2     | Yuri Toyama     | JPN  | 25,12    |
| 3     | Shuri Aono      | JPN  | 25,34    |
| 4     | Mio Fukushima   | JPN  | 25,70    |
| 5     | Akane Nagai     | JPN  | 26,02    |
| 6     | Miyu Mori       | JPN  | 26,05    |
| 7     | Masaki Nakakura | JPN  | 26,18    |

Wind: −1,6 m/s

#### 400 m
| Platz | Athlet           | Land | Zeit (s) |
| ----- | ---------------- | ---- | -------- |
| 1     | Nanako Matsumoto | JPN  | 53,31    |
| 2     | Konomi Takeishi  | JPN  | 54,71    |
| 3     | Mae Hirosawa     | JPN  | 54,83    |
| 4     | Ayano Shiomi     | JPN  | 55,04    |
| 5     | Akane Fujinuma   | JPN  | 55,53    |
| 6     | Rin Aoki         | JPN  | 56,23    |
| 7     | Kasumi Yoshida   | JPN  | 56,80    |
| 8     | Yuka Onuma       | JPN  | 59,95    |

#### 800 m
| Platz | Athlet          | Land | Zeit (min) |
| ----- | --------------- | ---- | ---------- |
| 1     | Ayano Shiomi    | JPN  | 2:07,10    |
| 2     | Hana Yamada     | JPN  | 2:09,68    |
| 3     | Mahiro Hasegawa | JPN  | 2:10,22    |
| 4     | Wakana Kabasawa | JPN  | 2:12,86    |
| 5     | Haruka Yamada   | JPN  | 2:13,08    |
| 6     | Ruru Hasegawa   | JPN  | 2:14,55    |
| 7     | Hikaru Murakami | JPN  | 2:16,99    |
| 8     | Rina Ono        | JPN  | 2:17,09    |

#### 5000 m
| Platz | Athlet                   | Land | Zeit (min) |
| ----- | ------------------------ | ---- | ---------- |
| 1     | Margaret Ekidor          | KEN  | 15:16,75   |
| 2     | Nozomi Tanaka            | JPN  | 15:22,39   |
| 3     | Hellen Lobun             | KEN  | 15:31,78   |
| 4     | Momoka Kawaguchi         | JPN  | 15:39,55   |
| 5     | Naomi Mussoni            | KEN  | 15:40,00   |
| 6     | Martha Mokaya            | KEN  | 15:41,15   |
| 7     | Shiho Kaneshige          | JPN  | 15:52,92   |
| 8     | Misuzu Nakahara          | JPN  | 15:53,71   |
| 9     | Tomomi Musembi Takamatsu | JPN  | 15:55,08   |
| 10    | Yuka Masubuchi           | JPN  | 15:55,45   |
| 11    | Reia Iwade               | JPN  | 15:56,47   |
| 12    | Akane Ogasawara          | JPN  | 15:57,27   |
| 13    | Kazuna Kanetomo          | JPN  | 15:58,79   |
| 14    | Saya Nakajima            | JPN  | 16:00,71   |
| 15    | Yuka Sarumida            | JPN  | 16:12,93   |
| 16    | Yuna Arai                | JPN  | 16:21,24   |
| 17    | Mirai Kamosida           | JPN  | 16:21,98   |
| 18    | Michi Numata             | JPN  | 16:22,11   |
| 19    | Hiyori Kidokoro          | JPN  | 16:30,84   |
| 20    | Yuma Adachi              | JPN  | 17:00,90   |

#### 100 m Hürden
| Platz | Athlet         | Land | Zeit (s) |
| ----- | -------------- | ---- | -------- |
| 1     | Hikari Tanaka  | JPN  | 13,72    |
| 2     | Raimu Monoe    | JPN  | 14,17    |
| 3     | Kana Furuhashi | JPN  | 14,29    |
| 4     | Meru Kobayashi | JPN  | 14,45    |
| 5     | Riko Sato      | JPN  | 15,43    |

Wind: +0,6 m/s

#### 400 m Hürden
| Platz | Athlet          | Land | Zeit (s) |
| ----- | --------------- | ---- | -------- |
| 1     | Mizuna Ono      | JPN  | 57,73    |
| 2     | Suzuka Kawabata | JPN  | 58,87    |
| 3     | Karen Yokota    | JPN  | 59,35    |
| 4     | Kazuki Higa     | JPN  | 59,43    |
| 5     | Yuriko Mito     | JPN  | 59,92    |
| 6     | Mayu Saito      | JPN  | 60,28    |

#### 3000 m Hindernis
| Platz | Athlet         | Land | Zeit (min) |
| ----- | -------------- | ---- | ---------- |
| 1     | Amiru Akiyama  | JPN  | 10:49,66   |
| 2     | Haruna Satou   | JPN  | 10:54,35   |
| 3     | Wakana Uematsu | JPN  | 11:06,49   |
| 4     | Konatsu Suzuki | JPN  | 12:06,20   |

#### Hochsprung
| Platz          | Athletin        | Land | Höhe (m) |
| -------------- | --------------- | ---- | -------- |
| 1              | Shieriai Tsuda  | JPN  | 1,73     |
| 2              | Yuna Yamaguchi  | JPN  | 1,70     |
| 3              | Suzuna Tokumoto | JPN  | 1,70     |
| 4              | Misaki Okano    | JPN  | 1,65     |
| 5              | Moeko Kyoya     | JPN  | 1,65     |
| 6              | Haruka Terui    | JPN  | 1,65     |
| 7              | Haruhi Nakano   | JPN  | 1,55     |
| 6              | Rino Ito        | JPN  | 1,50     |
| 9              | Nagi Yamaga     | JPN  | 1,50     |
| 9              | Rin Yoshida     | JPN  | 1,50     |
| 11             | Mayu Matsuda    | JPN  | 1,50     |
|                | Nanaka Kanemaru | JPN  | NM       |
| Iroha Fujimura | JPN             | NM   |          |

#### Kugelstoßen
| Platz | Athletin       | Land | Weite (m) |
| ----- | -------------- | ---- | --------- |
| 1     | Honoka Oyama   | JPN  | 14,54     |
| 2     | Aya Ota        | JPN  | 14,39     |
| 3     | Natsuki Otani  | JPN  | 13,47     |
| 4     | Airi Akiyama   | JPN  | 13,32     |
| 5     | Ayumi Oochiri  | JPN  | 13,07     |
| 6     | Hina Takayama  | JPN  | 13,01     |
| 7     | Terumi Kashiwa | JPN  | 9,06      |
| 8     | Momoka Komata  | JPN  | 8,01      |